# Cammy Smith
Pour les articles homonymes, voir Cameron Smith.
Cameron Smith, né le 24 août 1995 à Aberdeen (Écosse), est un footballeur écossais, qui évolue au poste d'attaquant ou milieu de terrain au Morecambe FC.

## Biographie
Cammy Smith remporte la Coupe de la Ligue écossaise en 2014 avec le club d'Aberdeen. Il participe la saison suivante à la Ligue Europa.
Le 13 juillet 2016, il est prêté à Dundee United.
Le 27 juin 2023, il rejoint Morecambe.

## Palmarès
- Vice-champion du Championnat d'Écosse en 2016 avec Aberdeen
- Vainqueur de la Coupe de la Ligue écossaise en 2014 avec Aberdeen
- Champion de la deuxième division écossaise avec Saint Mirren en 2018.

### Distinctions personnelles
- Membre de l'équipe-type de Scottish Championship en 2018